# Burbidgea nitida
Burbidgea nitida är en enhjärtbladig växtart som beskrevs av Joseph Dalton Hooker. Burbidgea nitida ingår i släktet Burbidgea och familjen Zingiberaceae. Inga underarter finns listade i Catalogue of Life.

## Bildgalleri